# Léo Delibes
Clément Philibert Léo Delibes (1836-1891) là nhà soạn nhạc, nghệ sĩ, nhà sư phạm người Pháp.

## Cuộc đời và sự nghiệp
Năm 1847 Léo Delibes học âm nhạc tại Nhạc viện Paris. Năm 1853, Delibes làm việc tại Nhà hát Lyrique của Paris. Trong các năm 1865-1872, ông trở thành chỉ huy dàn hợp xướng của Nhà hát Grand-Opera, đồng thời là nhạc công organ của Nhà thờ Saint Jean-Saint Francois. Từ năm 1881, Delibes trở thành giáo sư bộ môn sáng tác của Nhạc viện Paris và là viện sĩ Viện Pháp quốc từ năm 1884.

## Phong cách sáng tác
Âm nhạc của Léo Delibes giàu tính giai điệu, gần với những thể loại nhạc sinh hoạt đương thời, hòa thanh tươi mới, thanh lịch. Trong nhạc ballet, Delibes đi theo phương hướng giao hưởng hóa âm nhạc và kịch tính hóa múa, có ảnh hưởng lớn đến sự phát triển của nghệ thuật ballet.

## Các tác phẩm
Léo Delibes đã sáng tác:
- Hơn 30 vở opera, operetta, tiêu biểu là các vở opera:

- Vua đã phán bảo thế (1873)
- Jean de Nivelle (1880)
- Lakmé (1883)

- Các vở ballet:

- Coppélia (1870)
- Sylvia (1873)

- 20 bản romance
- Các tác phẩm dành cho hợp xướng nam